# Ústav pro jazyk (Sarajevo)
Ústav pro jazyk (srbochorvatsky/bosensky Institut za jezik) je vědecké pracoviště v Sarajevu, které se věnuje převážně studiu bosenského jazyka (dříve srbochorvatštiny).

## Dějiny
Organizace vznikla roku 1972 na základě Zákona o Ústavu pro jazyk (Zakonom o Institutu za jezik, Službeni list SR BiH č. 4/72). Roku 1977 se ústav stal součástí Filozofické fakulty Univerzity v Sarajevu. Roku 1991 se instituce rozdělila na Ústav pro jazyk a Ústav pro literaturu. Do roku byla organizace financována ze státního rozpočtu, od roku 1994 Federací Bosny a Hercegoviny a konec od roku 1996 Kantonem Sarajevo.
Roku 2016 v ústavu pracovalo 9 osob. Rada organizace čítá 5 členů.
Ústav vydává časopis Književni jezik (Spisovný jazyk, 1972–1991, 2003–2004, 2007, 2013-) a odborné publikace různého zaměření.

## Členění ústavu
- Sekce vědecká a výzkumná (Naučnoistraživački sektor)
  - Oddělení pro studium normativního jazyka (Odjeljenje za proučavanje standardnog jezika)
  - Oddělení pro studium dějin jazyka (Odjeljenje za proučavanje historije jezika)
  - Oddělení pro studium dialektologie (Odjeljenje za proučavanje dijalektologije)
  - Oddělení lexikografie (Odjeljenje za leksikografiju)
- Sekce administrativně správní (Upravno-administrativni sektor)
- Sekce účetní (Sektor računovodstva)
- Sekce nakladatelská a knihovní (Sektor izdavačke djelatnosti i biblioteke)

## Ředitelé
- 0000–0000 Josip Baotić (*1942)
- 0000–0000 Alen Kalajdžija (*1977)